# الضامن
الضامن (به عربی: الضامن) یک روستا در سوریه است که در استان ریف دمشق واقع شده‌است.
 الضامن  ۳٬۵۷۱ نفر جمعیت دارد.